# AISoy1

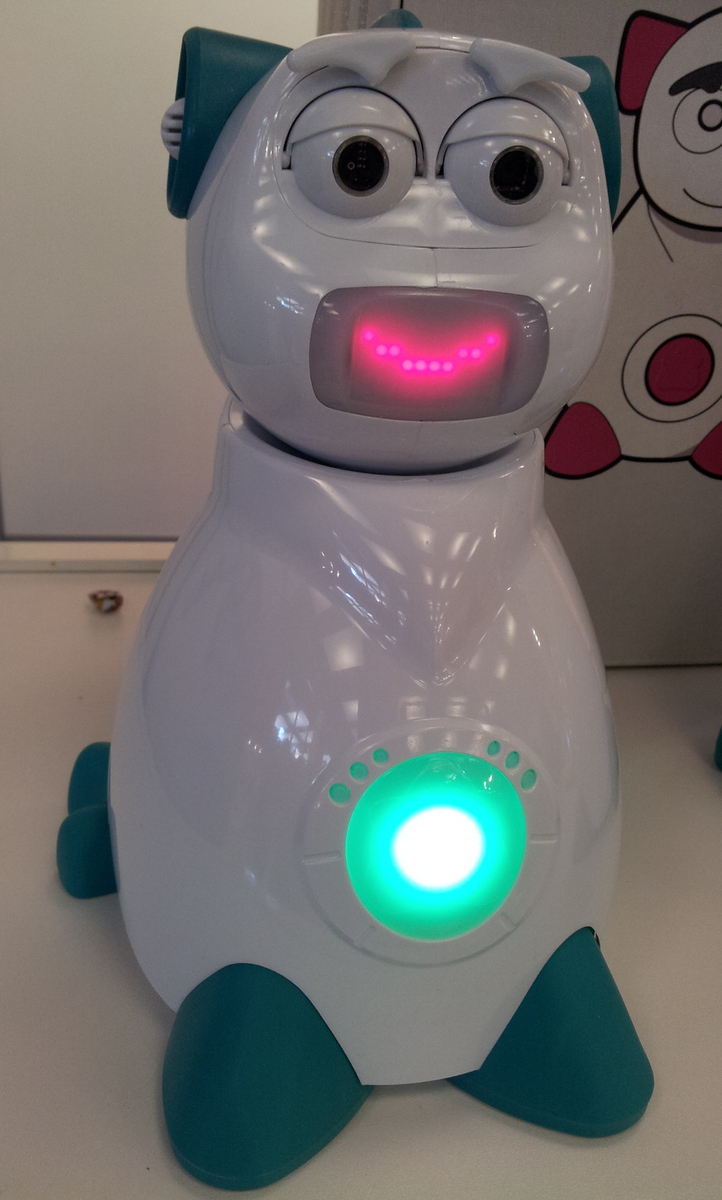
O robô AISoy1

AISoy1 é um robô de estimação qualificado como um dos primeiros robôs emocionais para o mercado de consumo, e  foi desenvolvido pela empresa espanhola AISoy Robotics. O robô é dotado de uma plataforma de software que lhe permite interpretar e reagir a estímulos exteriores para aprender com eles e tomar decisões com base en critérios emocionais e logicais. Em constraste com modelos anteriores, AISoy1 não tem somente uma coleção de repostas programadas, mas sim repostas e comportamento dinâmicos e imprevisíveis. O sistema de diálogo e reconhecimento preliminar lhe permite interagir tanto com humanos como com outros robôs.

## Características
O robô é baseado no sistema operacional do Linux com um processador Texas Instruments OMAP 3503 (ARM Cortex A8) de 600 MHz. Possui 1 GB de NAND FLASH, 256 MB de MOBILE DDR SDRAM, e uma ranhura para cartão do microSD para aumentar a memória.
AISoy1 possui diferentes tipos de sensores, por exemplo de temperatura, força, luz ambiente, orientação 3-D, e também sensores visuais, tácteis e auditivos. Ele está equipado com um módulo de comunicação via rádio e cámara integrada de 1Mpx que permitir-lhe reconhecer visualmente os seus usuários.

## Interação humana

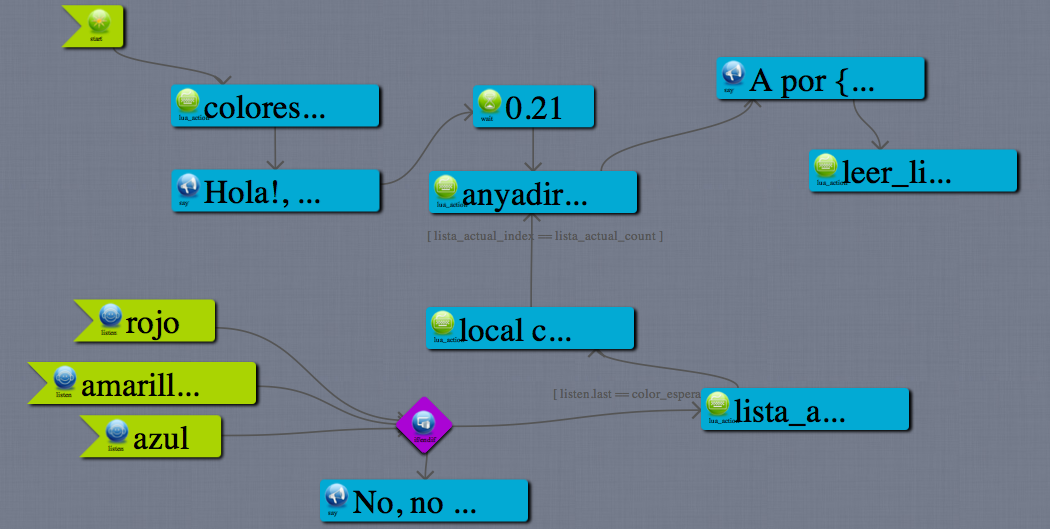
Ferramenta de programação gráfica DIA

Os robôs AISoy1 adquirem uma personalidade única de acordo com as suas experiências. Durando o seu desenvolvimento, a sua capacidade de falar e sentir foi melhorada, podendo experimentar até 14 estados de emoções distintas.
Através dos comandos de voz se pode pedir à AISoy1 que faça distintas atividades, como começar jogos, reproduzir música o guardar informações. Usuários que desejam estender as funcionalidades de AISoy1 podem faze-lo através da plataforma DIA, uma ferramenta gráfica para criar programas. Usuários mais avançados podem integrar hardware e desenvolver programas complicados com o SDK de AISoy.